# 스기우라 리키토
스기우라 리키토(일본어: 杉浦 力斗, 2002년 10월 22일~)는 일본의 축구 선수이다.

## 구단 경력
그는 2020년 J2리그의 츠바이겐 가나자와에 입단했다. 2022년 일본 지역 리그의 오코시야스 교토 AC로 이적했다. 2023년 J3리그의 테게바자로 미야자키로 이적했다.